# Назимиха
Назимиха — деревня в Щёлковском районе Московской области России, входит в состав сельского поселения Трубинское.

## Население
| 1852 | 1859 | 1869 | 1899 | 1926 | 2002 | 2006 |
| ---- | ---- | ---- | ---- | ---- | ---- | ---- |
| 395  | ↗433 | ↘385 | ↘190 | ↗469 | ↘192 | ↗203 |
| 2010 |      |      |      |      |      |      |
| ↘127 |      |      |      |      |      |      |

## География
Деревня Назимиха расположена на северо-востоке Московской области, в северо-восточной части Щёлковского района, на Фряновском шоссе Р110, примерно в 24 км к северо-востоку от Московской кольцевой автодороги и 10 км к северо-востоку от одноимённой железнодорожной станции города Щёлково (по дорогам — около 13 км).
В 6 км южнее деревни проходит Щёлковское шоссе А103, в 8 км к северу — Московское малое кольцо А107, в 15 км к западу — Ярославское шоссе М8. Ближайшие населённые пункты — деревня Гребнево и село Трубино.
В деревне одна улица — Осенняя; приписано три садоводческих товарищества (СНТ).
Связана автобусным сообщением с городами Москвой, Щёлково, Фрязино и рабочим посёлком Фряново (маршруты № 20, 29, 33, 35, 37, 39, 335).

## История
В середине XIX века относилась ко 2-му стану Богородского уезда Московской губернии и принадлежала коллежскому регистратору Фёдору Фёдоровичу Пантелееву. В деревне было 45 дворов, крестьян 176 душ мужского пола и 219 душ женского.
В «Списке населённых мест» 1862 года — владельческая деревня 2-го стана Богородского уезда Московской губернии по левую сторону Стромынского тракта (из Москвы в Киржач), в 29 верстах от уездного города и 8 верстах от становой квартиры, при пруде, с 69 дворами и 433 жителями (203 мужчины, 230 женщин).
По данным на 1869 год — деревня Гребневской волости 3-го стана Богородского уезда с 81 двором, 89 деревянными домами и 385 жителями (168 мужчин, 217 женщин), из которых 47 грамотных. При деревне работал хлебный магазин. Имелось 8 лошадей и 33 единицы рогатого скота.
В 1913 году — 100 дворов.
По материалам Всесоюзной переписи населения 1926 года — центр Назимиховского сельсовета Щёлковской волости Московского уезда в 10 км от станции Щёлково Северной железной дороги, проживало 469 жителей (196 мужчин, 273 женщины), насчитывалось 96 хозяйств (58 крестьянских).
С 1929 года — населённый пункт Московской области в составе:
- Трубинского сельсовета Щёлковского района (1929—1959)[19],
- Трубинского сельсовета Балашихинского района (1959—1960)[20],
- Трубинского сельсовета Щёлковского района (1960—1963, 1965—1994)[21][22],
- Трубинского сельсовета Мытищинского укрупнённого сельского района (1963—1965)[23],
- Трубинского сельского округа Щёлковского района (1994—2006)[22],
- сельского поселения Трубинское Щёлковского муниципального района (2006 — н. в.)[24][25].